# 한일구
한일구(1987년 2월 18일]] ~ )는 대한민국의 축구 선수로, 남대문중학교 졸업, 포항스틸러스 프로산하 U-18 (포항제철공업고등학교 졸업,) 고려대학교 졸업 후 전 FC 서울 선수로 2010년 1월 FC서울 입단 , 2015년 1월까지 5시즌 FC서울에서 선수 생활했으며 계약 해지 후 은퇴하였다.